# بلطيقا
بلطيقا (بالروسية: Балтика) وهي شركة روسية لصناعة الجعة تعتبر أكبر شركة لصناعة الجعة في شرق أوروبا وثاني أكبر شركة لصناعة الجعة في أوروبا بعد شركة هينيكن، تأسست هذه الشركة في سنة 1990 في مدينة لينينغراد (سانت بطرسبرغ) في الاتحاد السوفيتي وفي سنة 1996 أصبحت من أفضل شركات روسيا.

## وصلات خارجية
- الموقع الرسمي